# Фролов, Николай Егорович
Николай Егорович Фролов (род. 25 апреля 1955, Раменское, Московская область) — советский и российский футболист и футбольный судья национальной категории.

## Биография
С 10 лет занимался баскетболом, воспитанник СДЮШ Раменское. В первенстве СССР по футболу играл за «Химик» Новомосковск (1974, 1978), «Шинник» Ярославль (1979), «Карабах» Степанакерт (1980). За раменский «Сатурн» на первенство КФК играл в 1973, 1977, 1981—1985 годах
С 1988 года работал футбольным судьёй. В 1996—2001 годах в качестве главного судьи провёл 68 матчей в чемпионате России. Главный судья финала Кубка России 1998/1999.